# アルファマ

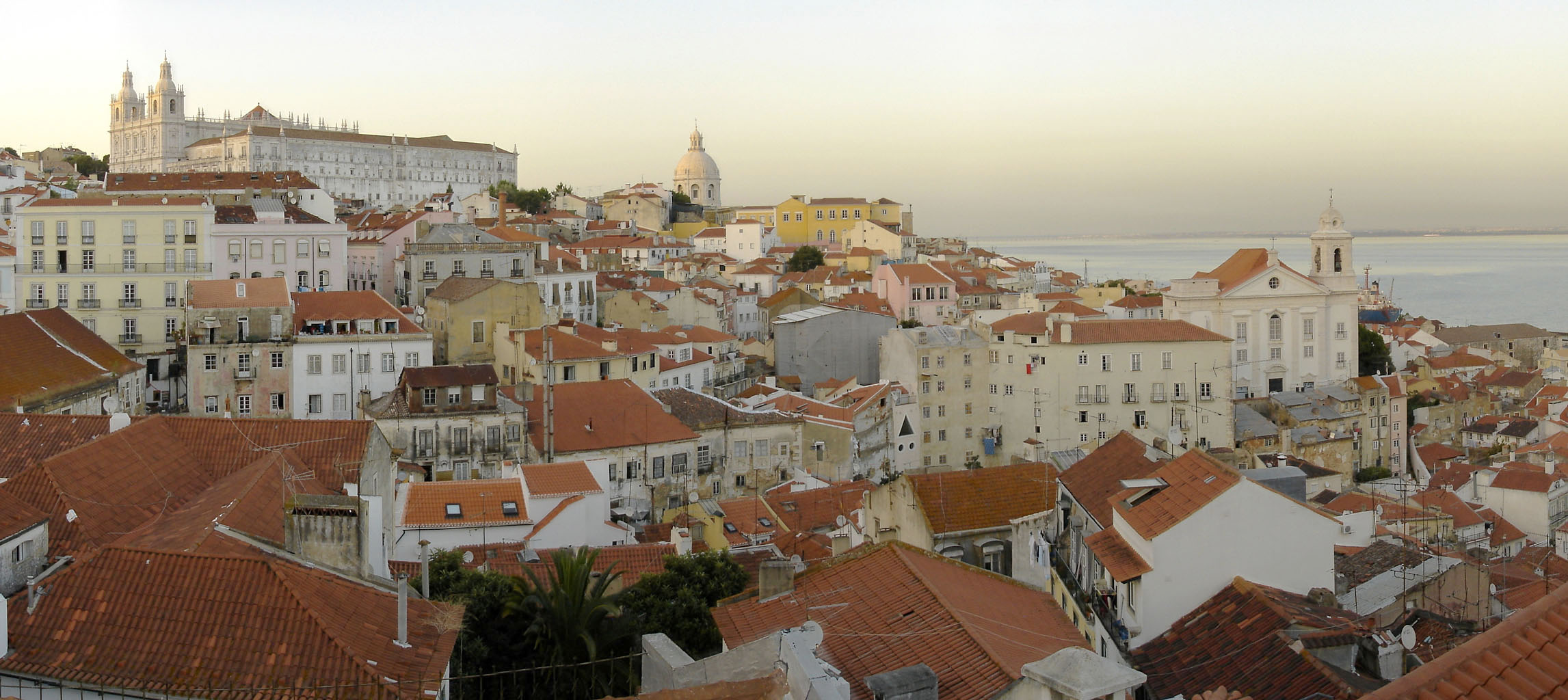
アルファマの眺め

アルファマ（Alfama）は、ポルトガル・リスボンの旧市街。行政区の一つ。サン・ジョルジェ城とテージョ川の間の丘陵に広がる。名前の由来はアラビア語のAl-hamma、「泉」もしくは「風呂」を意味する。多くのファド酒場やレストラン、重要な歴史的建造物がたつ。
ムーア人支配時代、アルファマは市の中心地で、のち西側へ拡大した（隣はバイシャである）。アルファマは漁師と貧民が多く住んでいた。1755年のリスボン地震でアルファマは被害を受けず、狭い路地の迷路と小さな広場という、絵になるような光景が残った。古い邸宅の修繕や、新たにファドの聴けるレストランができている。

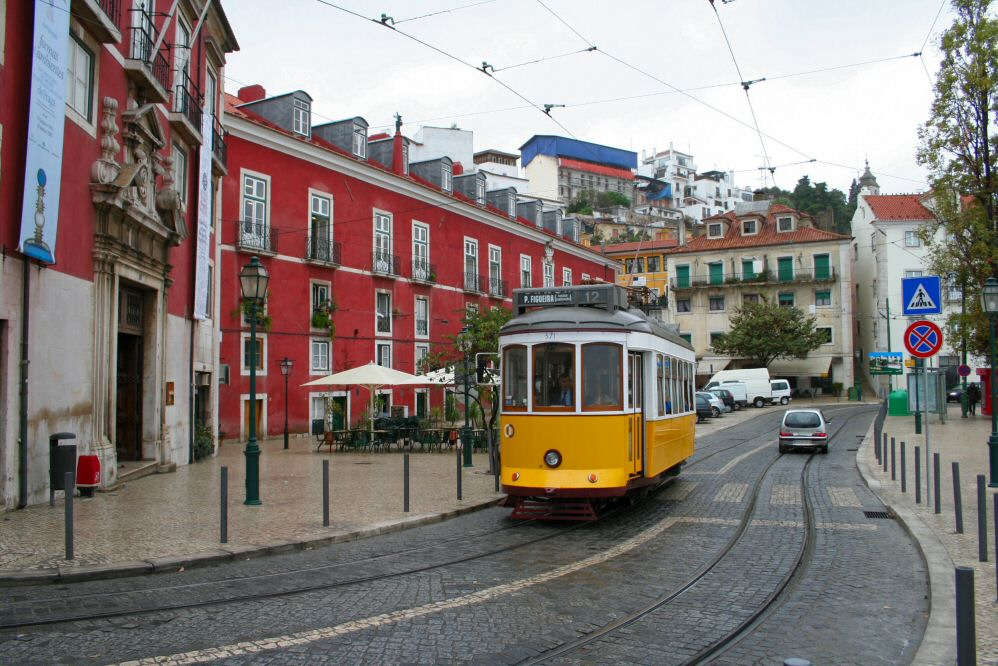
赤壁の装飾博物館前を通る、アルファマのトラム

アルファマを見下ろすのは、16世紀まで王宮であった中世の城サン・ジョルジェ城である。アルファマの急勾配は、近くのミラドゥロ・デ・サンタ・ルジア教会の名にちなみミラドゥラスと呼ばれる、市を眺めるテラスである。教会の近くには17世紀の美しい内装を保存した装飾博物館がある。
アルファマにある教会には、市内最古のリスボン大聖堂（12世紀から14世紀の建築）、グラサ修道院（18世紀）、サン・ヴィセンテ・デ・フォーラ修道院（16世紀後半から18世紀）、バロック様式のサンタ・エングラシア教会（17世紀）がある。